# Eisothistos atlanticus
Eisothistos atlanticus là một loài chân đều trong họ Expanathuridae. Loài này được Vanhöffen miêu tả khoa học năm 1914.